# Priam
Trong thần thoại Hy Lạp, Priam (/ˈpraɪ.əm/; tiếng Hy Lạp cổ: Πρίαμος Príamos, phát âm [prí.amos]) là vị vua cuối cùng của thành Troia trong chiến tranh thành Troia và là con trai út của Laomedon. Ông là cha của người anh hùng Hector và Paris.

## Từ nguyên
Hầu hết các học giả lấy từ nguyên của cái tên từ Luwian 𒉺𒊑𒀀𒈬𒀀 (Pa-ri-a-mu-a-, hay "đặc biệt can đảm"),  được chứng thực là tên của một người đàn ông đến từ Zazlippa, ở Kizzuwatna. Một hình thức tương tự được chứng thực được phiên âm bằng tiếng Hy Lạp là Paramoas gần Kaisareia ở Cappadocia.
Một từ nguyên dân gian phổ biến lấy tên từ động từ Hy Lạp priamai, có nghĩa là 'mua chuộc'. Điều này dẫn đến câu chuyện về chị gái của Priam là Hesione đòi lại tự do của anh ta, với một tấm màn vàng mà chính Aphrodite từng sở hữu, từ Heracles, do đó 'mua chuộc' chàng.  Câu chuyện này được chứng thực trong Bibliotheca và trong các tác phẩm thần thoại có ảnh hưởng khác có niên đại vào thế kỷ thứ nhất và thứ hai sau Công nguyên.  Tuy nhiên, những nguồn này có niên đại muộn hơn nhiều so với những chứng thực đầu tiên về cái tên Priamos hoặc Pariya-muwas, và do đó có nhiều vấn đề hơn.

## Đời sống
Trong Quyển III của Homer Iliad, Priam nói với Helen thành Troia rằng ông đã từng giúp đỡ Vua Mygdon của Phrygia trong trận chiến chống lại quân Amazons.
Khi hoàng tử Hector bị Achilles giết, các chiến binh Hy Lạp đã đối xử với thi thể của anh một cách thiếu tôn trọng và họ từ chối không muốn trả lại thi thể Hector cho Priam. Theo Homer trong cuốn XXIV của Iliad, Zeus sai thần Hermes hộ tống vua Priam, cha của Hector và người cai trị thành Troy, vào trại của người Hy Lạp. Priam khóc lóc van xin Achilles hãy thương xót ông và trả lại thi thể của Hector. Ông gợi lại ký ức về cha của Achilles, Peleus. Priam nói rằng "Ta đã làm điều mà chưa ai trên trái đất từng làm trước đây - ta hôn lên bàn tay của kẻ đã giết con trai ta."  Vô cùng xúc động, Achilles cảm động và trả lại xác của Hector. Cả hai bên đồng ý với một thỏa thuận đình chiến tạm thời, và Achilles cho phép quân đội Troy nghỉ ngơi để tổ chức một lễ tang trọng thể cho Hector, hoàn chỉnh đầy đủ các nghi lễ. Achilles hứa rằng sẽ không có người Hy Lạp nào tham chiến trong ít nhất chín ngày, nhưng vào ngày hòa bình thứ mười hai, người Hy Lạp sẽ lại quyết chiến lần nữa và cuộc chiến hùng mạnh sẽ tiếp tục.
Priam bị con trai của Achilles là Neoptolemus (còn được gọi là Pyrrhus) giết. Cái chết của ông có liên quan đến hình ảnh trong Quyển II của Virgil's Aeneid. Trong mô tả của Virgil, Neoptolemus lần đầu tiên giết Polites, con trai của Priam trước mặt cha mình khi anh tìm kiếm nơi ẩn trốn ở đền thờ thần Zeus. Priam quở trách Neoptolemus, ném một ngọn giáo vào anh, đâm vào khiên của anh mà không trúng vào người Neoptolemus. Neoptolemus sau đó kéo Priam vào trong đền rồi giết chết ông. Cái chết của Priam cũng được vẽ lại trong một số bình Hy Lạp cổ. Trong bản này, Neoptolemus đánh Priam vào chỗ chết với xác của cháu nội ông là Astynax.
Các nguồn của Hittite, đặc biệt là lá thư Manapa-Tarhunta, đã gợi ý rằng có cơ sở lịch sử cho nguyên mẫu của vua Priam. Bức thư mô tả một Piyama-Radu là một kẻ nổi loạn rắc rối đã lật đổ một vị vua khách hàng của Hittite và sau đó thiết lập quyền thống trị của riêng mình đối với thành phố Troy (được đề cập đến với cái tên Wilusa trong Hittite). Ngoài ra còn có đề cập đến một Alaksandu, được gợi ý là Alexander (con trai của vua Priam từ Iliad), người cai trị thành phố Wilusa sau này, người đã thiết lập hòa bình giữa Wilusa và Hatti.

## Hôn nhân và con cái
Priam được cho là có cha năm mươi con trai và nhiều con gái, với vợ chính Hecuba, con gái của vua Phrygian Dymas và nhiều người vợ và thê thiếp khác. Những người con đó là những nhân vật thần thoại nổi tiếng như Hector, Paris, Helenus, Cassandra, Deiphobus, Troilus, Laodice, Polyxena, Creusa và Polydorus. Priam bị Neoptolemus, con trai của Achilles giết khi ông khoảng 80 tuổi.